# Glumina (Republika Serbska)
Glumina (cyr. Глумина) – wieś w Bośni i Hercegowinie, w Republice Serbskiej, w mieście Zvornik. W 2013 roku liczyła 993 mieszkańców.